# Nepenthes rafflesiana
Espèce
Classification phylogénétique
Statut de conservation UICN

 LC  : Préoccupation mineure
Statut CITES
Nepenthes rafflesiana est une espèce de plantes à fleurs de la famille des Nepenthaceae. C'est une plante carnivore de basse altitude qui pousse en zone humide.

## Description
La tige de cette liane épiphyte atteint 4 m voire 15 m. Les urnes (feuilles modifiées en piège-trou) de dimensions variables peuvent atteindre 30 cm de haut pour 10 cm de large.
Des ailes qui partent de la vrille sont spécifique à la plante.

## Écologie
Les urnes situées le plus haut dans la canopée émettent des composés organiques volatils similaires à ceux produites par des fleurs (phénomène de mimétisme olfactif (en)). « C’est toute une guilde d’insectes normalement pollinivores ou nectarivores qui peuvent ainsi être trompés et digérés dans le liquide des urnes-pièges ».

## Répartition

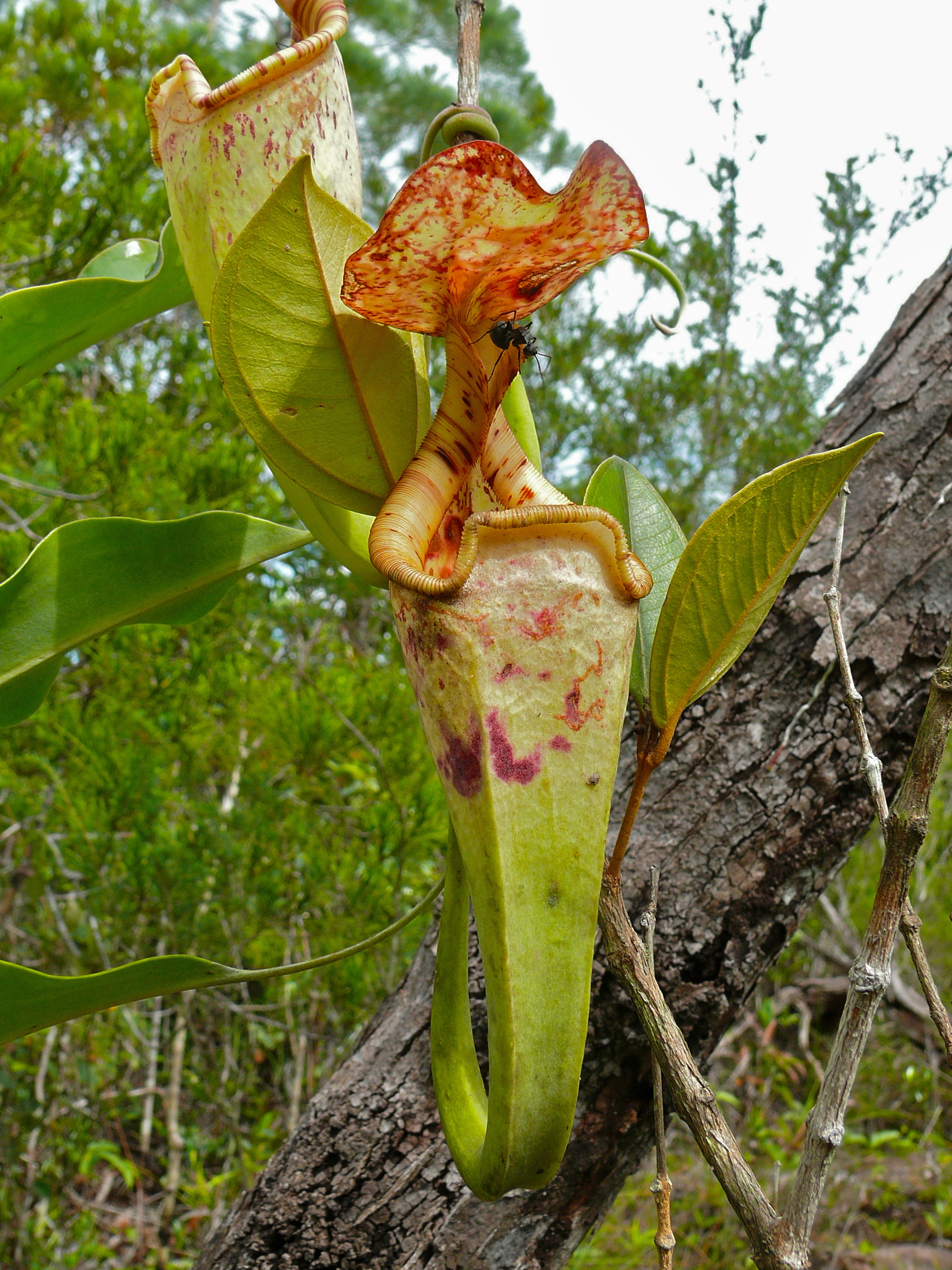
Nepenthes rafflesiana (parc national de Bako, au Sarawak, en Malaisie).

On le retrouve sur les îles d'Indonésie : Bornéo, Sumatra le plus souvent.